# 袁祖榮
袁祖榮（？—？），字德甫，號鶴峰，浙江寧波府鄞縣人，民籍，明朝政治人物。

## 生平
嘉靖三十一年（1552年）壬子科浙江鄉試第六十二名舉人。嘉靖三十二年（1553年）聯捷癸丑科三甲第二百零八名進士。刑部观政，授广东南海知县，卒。

## 家族
曾祖袁孟悌，南京禮部主事；祖父袁大紳；父袁承祥，典史。母陳氏。弟祖华（驿丞）、祖萃、祖芳、祖義（生员）、祖蘭。